# Estación de Nieuwkerken-Waas
La estación de Niewkerken-Waas es una estación de tren belga situada en Sint-Niklaas, en la provincia de Flandes Oriental, región Flamenca.
Pertenece a la línea  de S-Trein Antwerpen.

## Situación ferroviaria
La estación se encuentra en la línea línea 59 (Amberes-Gante).

## Historia
En 1878, la compañía privada Pays de Waes construyó una nueva estación que era muy similar al edificio de la estación de Sinay. Sin embargo, este edificio ha estado demolido durante mucho tiempo. El edificio actual fue construido en 1970 según los planos del arquitecto Johan Beyne. La estructura consiste en un único piso que originalmente albergaba las salas técnicas, una taquilla, una sala de espera, baños e instalaciones técnicas. No todas las instalaciones siguen operativas.

## Intermodalidad
| Nieuwkerken Station |                      |
| Autobuses de Flandes Oriental                                                                                              |                      |
| --- | -------------------- |
| \| Línea \| Recorrido \| \| ----- \| -------------------- \| \| 3 \| Nieuwkerken ↔ Ster \| \| 4 \| Glycinenplein ↔ Ster \| |                      |
| Línea | Recorrido            |
| 3 | Nieuwkerken ↔ Ster   |
| 4 | Glycinenplein ↔ Ster |